# Museum Langmatt

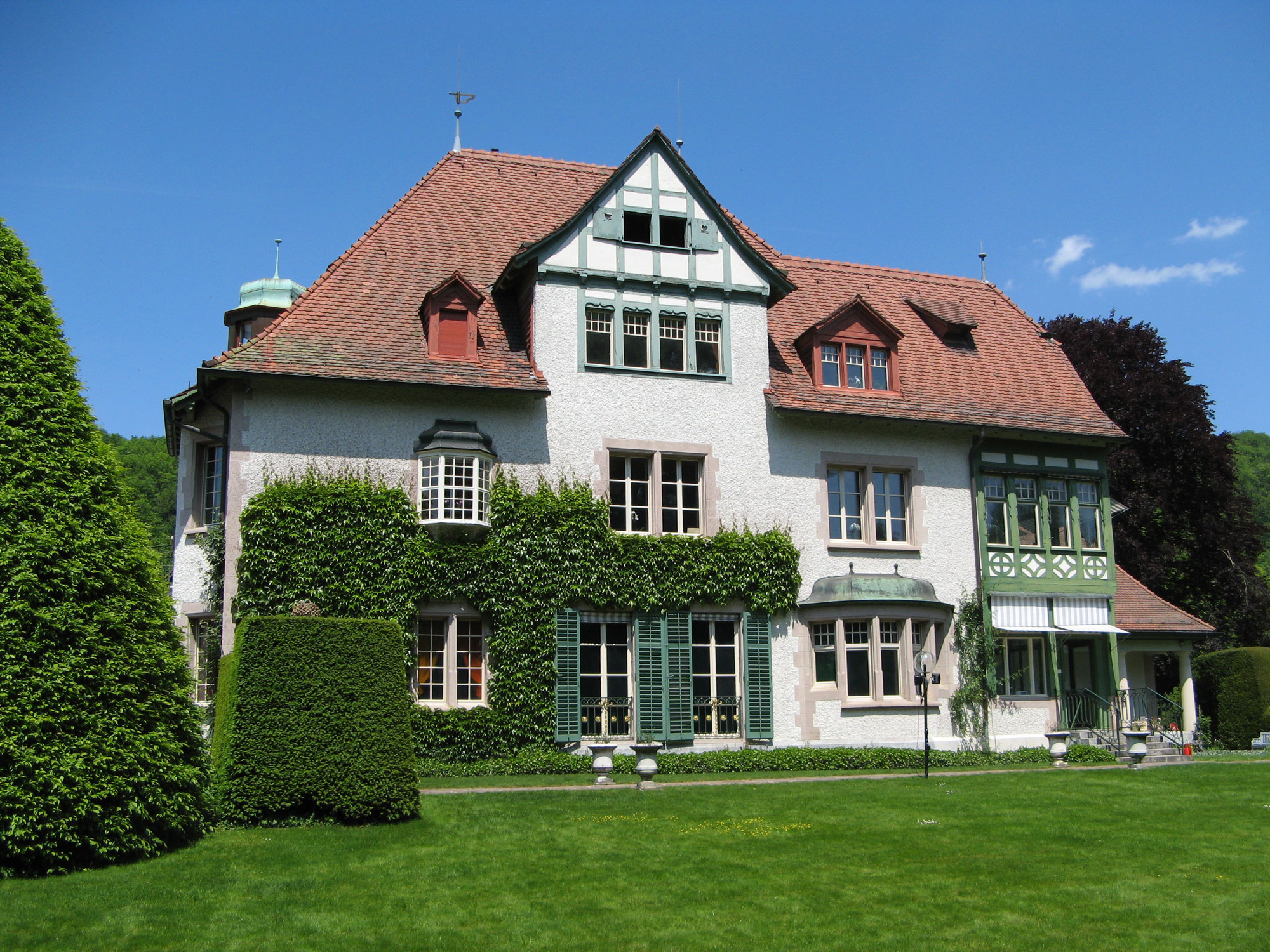
Museum Langmatt (2010)

Das Museum Langmatt ist ein Kunstmuseum in Baden im Kanton Aargau in der Schweiz. Es befindet sich in einer Fabrikantenvilla der Jahrhundertwende, umgeben von einem atmosphärischen Park. Das Museum gilt als eine der bedeutendsten Privatsammlungen des französischen Impressionismus in Europa.

## Geschichte
Um 1900 gaben Sidney Brown und seine Frau Jenny, die aus der Winterthurer Fabrikantenfamilie Sulzer stammte, den Architekten Curjel & Moser den Auftrag für den Bau eines Wohnhauses in Baden. Sidney Brown arbeitete als technischer Leiter in der nahe gelegenen Firma Brown, Boveri & Cie., die sein Bruder Charles zusammen mit Walter Boveri 1891 gegründet hatte. Bereits 1896 erwarb das Ehepaar auf seiner Hochzeitsreise nach Paris Eugène Boudins Bild Wäscherinnen am Ufer der Touques. Die Browns zählen somit zu den ersten Sammlern in der Schweiz, die moderne französische Malerei sammelten.
In den nächsten Jahren lag ihr Sammlungsschwerpunkt zunächst auf Malern der Münchner Schule wie Ludwig von Herterich, Leo Putz und Franz von Stuck. Für diese, teils grossformatigen Bilder, wurde 1906 ein Galeriebau an das Haus angefügt. Durch die freundschaftliche Beziehung zu dem aus Winterthur stammenden und in Paris lebenden Maler Carl Montag veränderte sich das Interesse der Browns grundlegend. Die Werke der deutschen Künstler wurden nach und nach veräussert, um ab 1908 Bilder des französischen Impressionismus zu kaufen. Darüber hinaus erwarben die Browns kostbare Möbel, Porzellan, Uhren, Silber und Bücher.
Das Haus wurde nicht als Museum geplant. Nur wenige Gäste hatten die Möglichkeit, die Bildersammlung zu sehen. Nachdem im April 1938 bei einer Ausstellung in Paris ein von den Browns ausgeliehenes Gemälde von Daumier gestohlen wurde, verliehen sie nur noch selten Bilder, sodass viele Werke über Jahrzehnte einer breiten Öffentlichkeit verborgen blieben. Nach dem Tod ihres Sohnes John A. Brown 1987 wurden die Villa und ihre Sammlungen in eine Stiftung eingebracht (gegr. 1988) und seit 1990 als Museum der Öffentlichkeit zugänglich gemacht. Das Gebäude mit der Gartenanlage sowie die Sammlungen gehören zu den geschützten Kulturgütern in Baden.
2023 liess der Stiftungsrat Langmatt Kunstwerke versteigern, um die angespannte finanzielle Situation der Trägerstiftung des Museum dauerhaft zu verbessern. Geplant war ein Erlös von mindestens 40 Millionen Franken, der gewinnbringend angelegt zur langfristigen Sicherung des Museumsbetriebs und zum dauerhaften Unterhalt des Hauses beitragen soll. Zur Versteigerung ausgewählt wurden die Gemälde Fruits et pot de gingembre, Quatre pommes et un couteau und La mer à l’Estaque von Paul Cézanne, die am 9. November 2023 in der New Yorker Filiale des Auktionshauses Christie’s verkauft wurden. Der Verkaufserlös für die drei Bilder betrug insgesamt 40,3 Millionen Franken (44,8 Millionen Dollar). Der Verkauf von Gemälden aus Museumsbesitz führte auch zu Kritik.

## Sammlung
Ab 1908 begann das Ehepaar regelmässig in Paris Bilder der französischen Impressionisten zu erwerben. In wenigen Jahren trugen sie Werkgruppen von Eugène Boudin, Camille Corot, Edgar Degas, Paul Cézanne und Camille Pissarro zusammen. Allein von Pierre-Auguste Renoir konnte das Sammlerpaar 22 Gemälde erwerben. Hinzu kamen Werke von Pierre Bonnard, Mary Cassatt, Gustave Courbet, Paul Gauguin, Claude Monet, Odilon Redon und Alfred Sisley. Ab 1919 gelangten zudem einzelne Werke von Fragonard und Watteau in die Sammlung.
Die Langmatt ist neben einem Kunst- auch ein Wohnmuseum. Die Originaleinrichtung des Hauses ist weitgehend erhalten, sodass im Museum Langmatt ein Beispiel bürgerlicher Wohnkultur der ersten Hälfte des 20. Jahrhunderts zu besichtigen ist.

### Ausgestellte Werke (Auswahl)

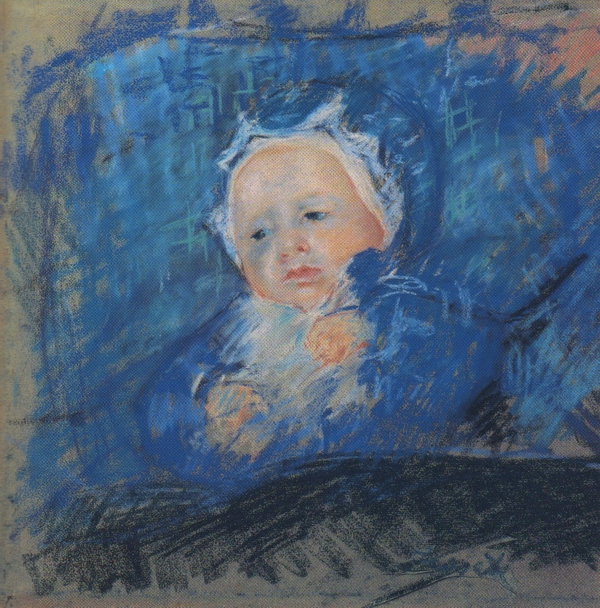
Mary Cassatt: Kind auf blauem Kissen
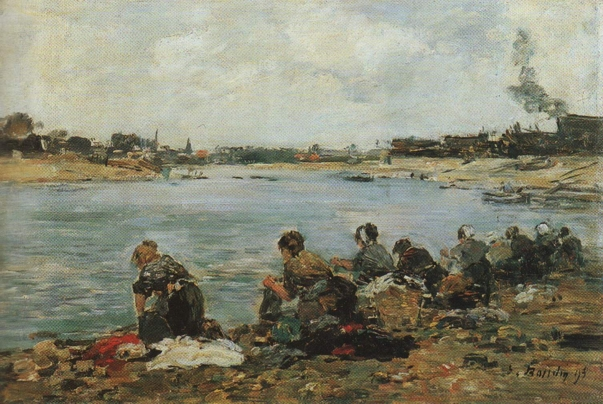
Eugène Boudin: Wäscherinnen am Ufer der Touques
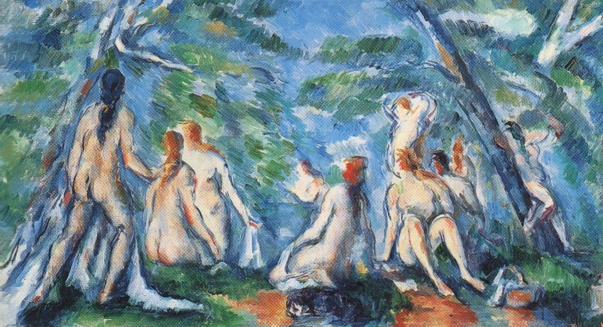
Paul Cézanne: Badende
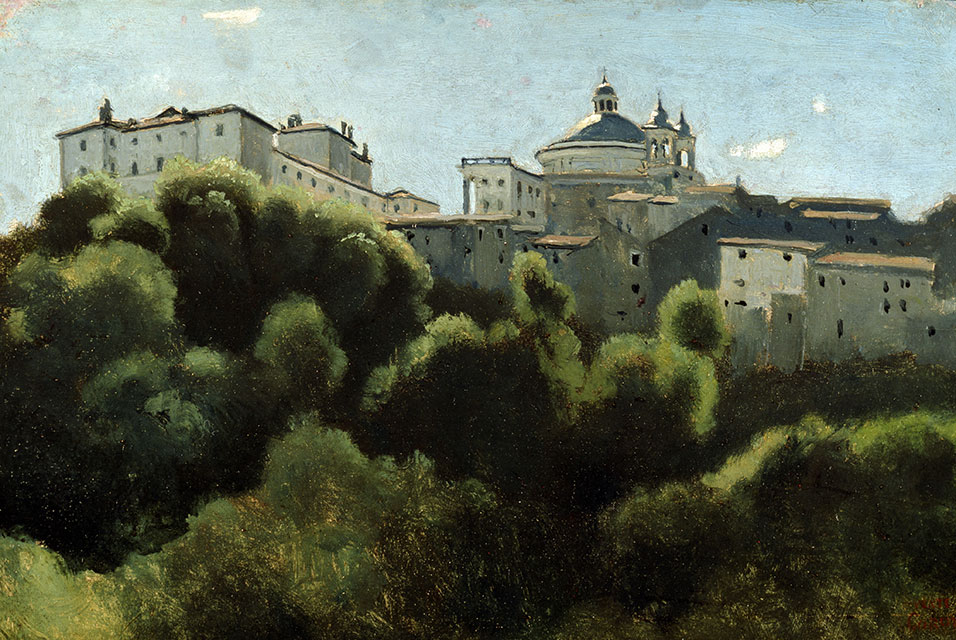
Camille Corot: Ariccia, der Chigi-Palast
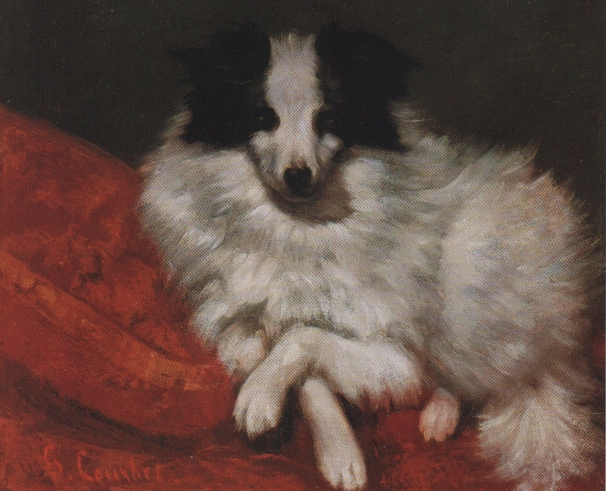
Gustave Courbet: Studie eines Hundes
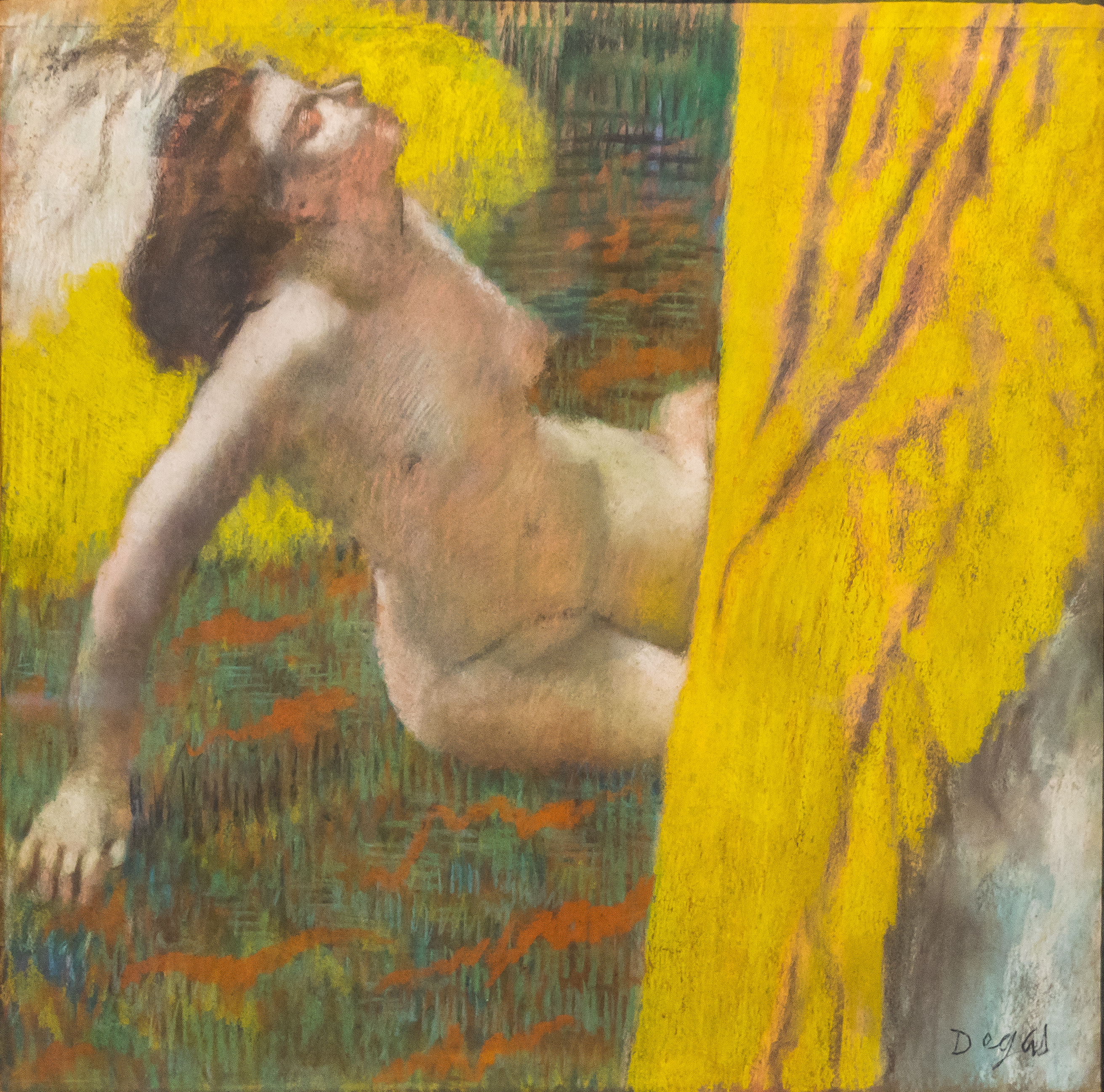
Edgar Degas: Weiblicher Akt
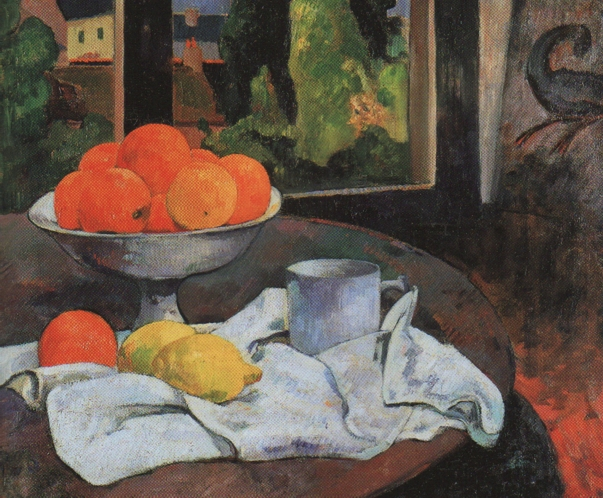
Paul Gauguin: Stillleben mit Früchteschale und Zitronen
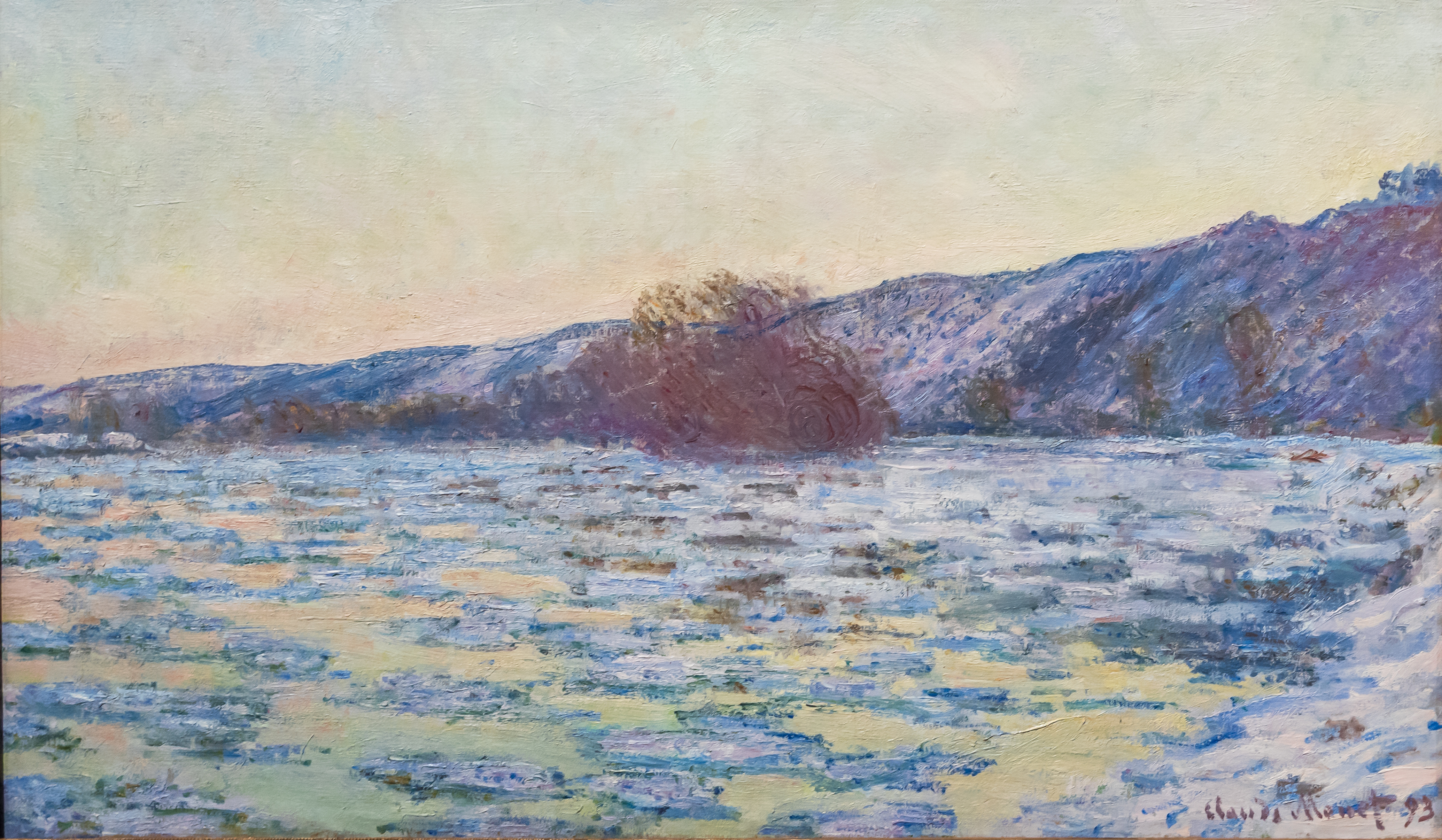
Claude Monet: Eisschollen im Dämmerlicht
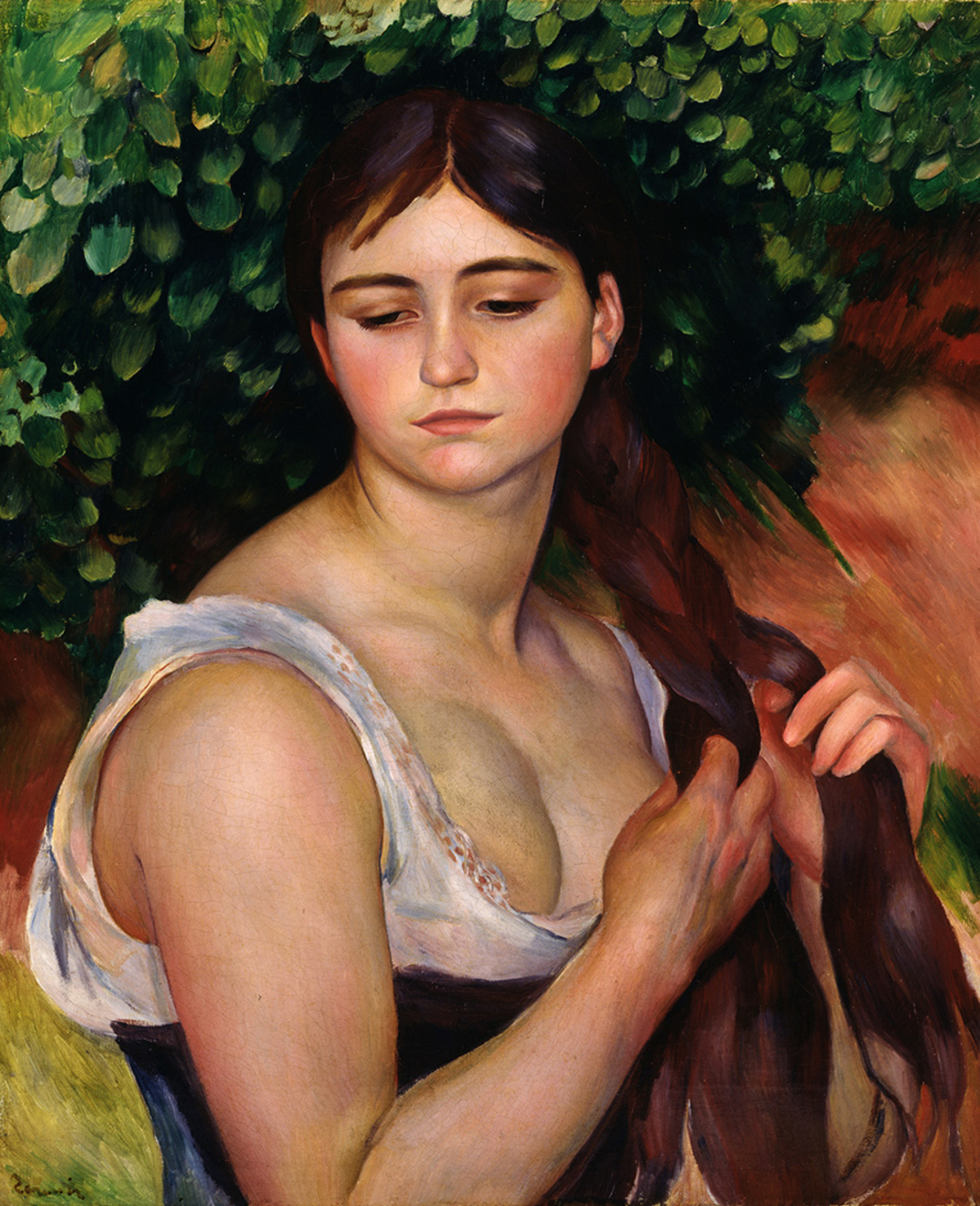
Auguste Renoir: Der Zopf
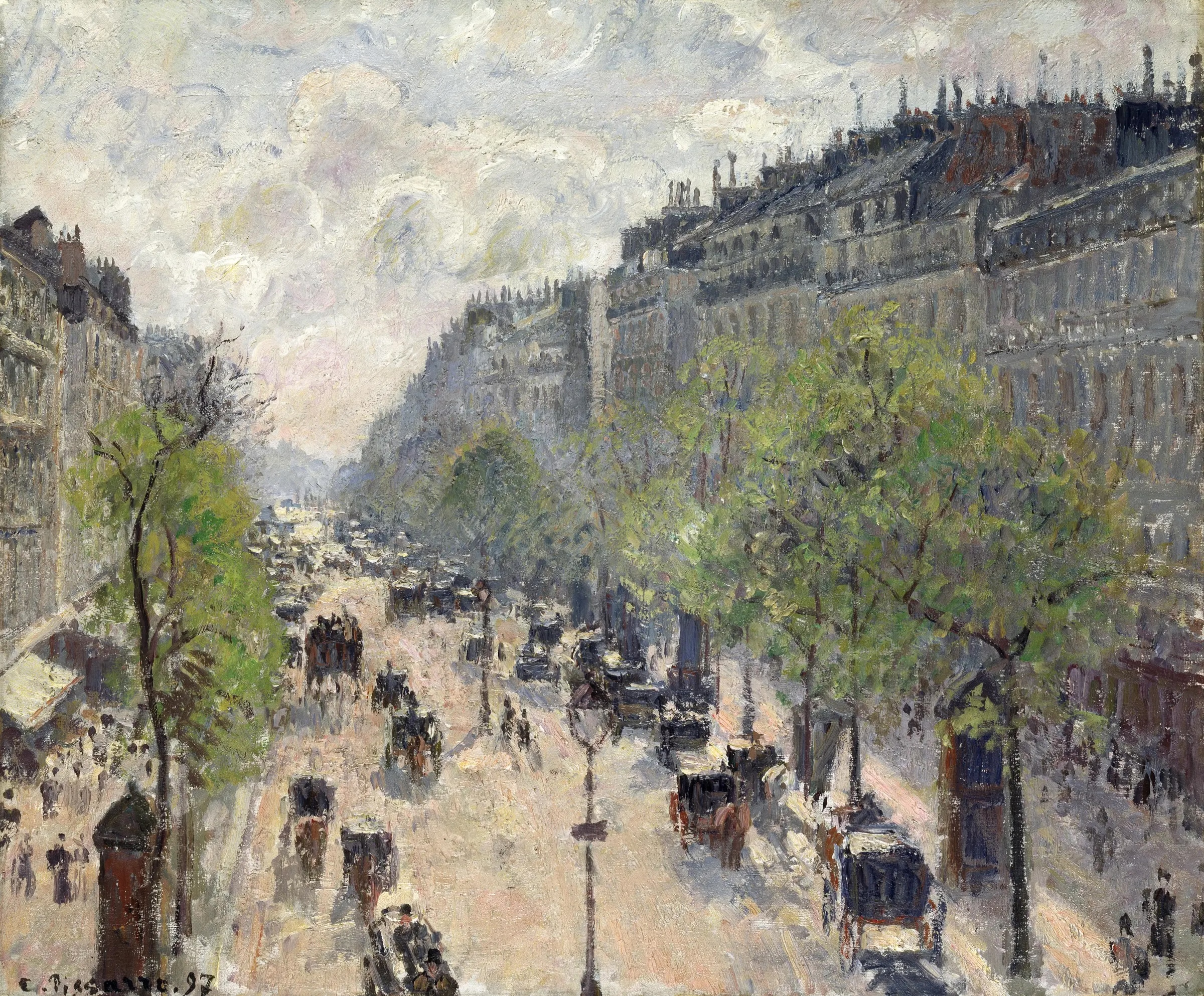
Camille Pissarro: Boulevard Montmartre, Frühling

## Ausstellungen
Ausgehend von der Sammlung von Jenny und Sidney Brown zeigte das Museum Langmatt in den ersten Jahren seines Bestehens vor allem historische Positionen. Seit 2006 präsentierte das Museum darüber hinaus gelegentlich auch zeitgenössische Kunst im Dialog mit der Impressionistensammlung bzw. der Geschichte der Langmatt. Seit 2016 haben sich die Ausstellungsaktivitäten deutlich erweitert. Einen Schwerpunkt bilden seitdem nationale und internationale Positionen zeitgenössischer Malerei, aber auch regelmässig Ausstellungen zu unterschiedlichen Facetten der Sammlung. Fünf bis sieben Ausstellungen jährlich sowie rund 80 öffentliche Veranstaltungen bieten ein breit gefächertes Vermittlungsangebot für alle Generationen.